# Mistus
Periodo de Actividad: 1976-1983 / 1984-1986
Estilo musical: Hard Rock, Rock Progresivo
Integrantes:
• Jaime Motta – bajo, voz y teclados
• Víctor Dávila – batería y voz
• Marc Rodamilans – guitarra, voz y teclados 
• A partir de septiembre 1980: Jarris Margalli - guitarra, teclados, voz
Mistus es considerado como una de las primeras bandas que generaron  un movimiento y un puente entre el periodo post- Avandaro y el principio del movimiento "Rock en tu idioma", surgida a mediados de los 70 en el sur de la Ciudad de México.
En 1976 tres adolescentes de Coyoacán (Jaime, Víctor y Marc) armaron una banda en el colegio Centro Activo Freire (CAF), con influencias de rock progresivo y hard rock montaron canciones propias en inglés en una época en la que el rock no tenía espacios en México.
En 1980 se integra a la banda • Jarris Margalli – guitarra, teclado y voz, abriendo nuevas posibilidades instrumentales y vocales. Con esta alineación concursaron en Rock en Debate donde también participaron bandas como Size, Rebel D’Punk, Ramsés y La Biblia, obteniendo el primer lugar.
Ese mismo año editaron un sencillo con 2 canciones propias grabado por Jaime Baksht. Un año después grabaron su primer LP titulado “Life of a Match”, producido por la banda y Emilio Nassar en los estudios Ary y Golden. Juan Switalski fue el ingeniero de grabación y mezcla.
El éxito del disco los llevó a tocar en varios estados de la República y en todos los foros de la Ciudad de México con llenos totales, invertían todo el dinero que ganaban en las giras para comprar equipo. 
Los precios muy altos de instrumentos y equipo los empujaron a construir su propio sistema de bocinas para PA. y equipo de iluminacion. Mistus se dedicó a intentar abrir nuevos espacios donde las bandas pudieran tocar. Organizaban fiestas en Coyoacán en la casa donde ensayaban y donde vivía Víctor, estas fiestas ocurrian cada año en diciembre para celebrar el aniversario del grupo y se hacían un par de fiestas más cada año para reunir fondos e invitar bandas a tocar como Frac, Mantis, Auroc, Los Vomits, Anchorage y muchas más. Los principales foros donde tocaron fueron lugares como El Agora, Librería Gandhi, Foro Tlalpan y Foro Contreras y una temporada larga todos los sábados en la Carpa Geodésica con llenos totales. 
En diciembre de 1983 Marc sale de la banda, y los demás deciden continuar pero ahora cantando en español.
La banda se desintegró en 1986. Marc inició en 1984 una etapa como ingeniero de sonido y productor de bandas como Ansia, Consumatum Est, Ninot, El Clan, Fratta, Crista Galli, Guillotina, Hueco, Insignia, Las Insólitas Imágenes de Aurora, La Gusana Ciega, Las Ánimas, Neón, Radio Kaos, Signos Vitales, Tex Tex, Los Lagartos, Trolebús y muchos más en el estudio “La Cocina” en Tepepan.
Mistus se reunió en 1991 para grabar el disco "Eternamente Subterráneo..." cantado en español. La presentación y único concierto se organizó en el mismo lugar en Coyoacán. Crista Galli fue el grupo invitado a abrir el concierto.
Puedes escuchar ambos álbumes en Bandcamp:
https://mistus.bandcamp.com/

## Miembros
- Marc Rodamilans - guitarra, teclados, voz.
- Jaime Motta -bajo, teclados, voz.
- Víctor Dávila - batería, voz.

- A partir de 1980: Jarris Margalli - guitarra, teclados, voz.

## Discografía

### Álbumes
- Life of a match (1981)
- Eternamente subterráneo (1991)

### Sencillos
- 69 (1980)